# Широкая (Газимуро-Заводский район)
Широ́кая — село в Газимуро-Заводском районе Забайкальского края России. Входит в состав сельского поселения «Новоширокинское».

## География
Поселок находится в юго-восточной части Забайкальского края, на расстоянии примерно 22 км (по прямой) к северо-востоку от села Газимурский Завод, административного центра района. 

### Климат
Климат резко континентальный со средними температурами в январе -26 ÷ -28 °С (абсолютный минимум —48 °С), в июле + 18 ÷ +20 °С (абсолютный максимум +38 °С). Кол-во выпадающих осадков от 300 до 500 мм/год. Продолжительность вегетационного периода составляет 130—150 дней.  

### Часовой пояс
Село Широкая находится в часовой зоне МСК+6. Смещение применяемого времени относительно UTC составляет +9:00.

## История
Основано в 1830 году. Впервые упоминается в 1832 году в связи с добычей золота как приискательский стан с китайскими и корейскими рабочими.

## Население
| 1989 | 2002 | 2010 | 2021 |
| ---- | ---- | ---- | ---- |
| 503  | ↘335 | ↗443 | ↘329 |

### Национальный состав
Согласно результатам переписи 2002 года, в национальной структуре населения русские составляли 99 % из 335 чел.

## Инфраструктура
В селе действуют средняя школа, детский сад, дом культуры, больница.